# Saint-Sauvant, Vienne
Saint-Sauvant là một xã tọa lạc ở tỉnh Vienne trong vùng Nouvelle-Aquitaine, Pháp. Xã này có diện tích 59,58 km², dân số năm 2006 là 1305 người. Xã nằm ở khu vực có độ cao trung bình 140 m trên mực nước biển. 
|}

## Biến động dân số
{{Démographie|
1962= 1 605|
1968= 1 814|
1975= 1 611|
1982= 1 403|
1990= 1 315|
1999= 1 291|
2006= 1305